# システムユーザビリティスケール
システムユーザビリティスケール（system usability scale, SUS）は、システム工学における、ユーザビリティに関する主観的な評価を全体的に把握するためのシンプルな10項目の態度リッカート尺度。1986年にイギリスのディジタル・イクイップメント・コーポレーションの John Brooke 氏によって、電子事務システムのユーザビリティエンジニアリングに使用するツールとして開発された。

## 概要
ISO 9241-11 で定義されているシステムのユーザビリティ（使いやすさ）は、システムの使用状況（誰が、何のために、どのような環境でシステムを使用しているか）を考慮して初めて測定することができる。さらに、ユーザビリティの測定にはいくつかの異なる側面がある。
- 有効さ effectiveness（ユーザーがその目的をうまく達成できるか）
- 効率 efficiency（目的を達成するためにどれだけの労力とリソースが費やされたか）
- 満足度 satisfaction（その体験は満足できるものだったか）

有効さと効率の尺度は、状況に依存する。例えば、連続的な工業プロセスを制御するためのシステムを使用する際の有効性は、テキストエディタを使用する際の有効性とは全く異なる用語で評価される。有効性と効率性の尺度が大きく異なる可能性があるため、「システムAはシステムBよりも使いやすいか」という問いに答えるのは難しい。しかし、主観的な使いやすさの評価を十分に高いレベルで定義してしまえば、システム間の比較が可能になる。
システムユーザビリティスケールは、このような主観的で高いレベルのユーザビリティ評価が可能であると考えられており、システム間のユーザビリティを比較する際によく用いられる。 0〜100点の単一スコアであるため、外見上には似ていないシステムでも比較することができる。しかし、必然的に非常に一般的な項目に基づいて単一のスコアを算出することには、利点も欠点もある。LewisとSauroは、ユーザビリティ（使いやすさ）とラーナビリティ（学習しやすさ）という2つの因子によるスコアリングを提案した。Borsci、Federici、Lauriola は、それぞれ、ユーザビリティとラーナビリティが相関していることを示した。
システムユーザビリティスケールは、さまざまなシステムの評価に広く使われている。 Bangor、Kortum、Millerの3人は、10年以上にわたってこのスケールを使用し、他のシステムと比較して位置付けることを可能にする規範的データを作成した。彼らは、与えられたスコアに相関する形容詞の評価を提供するために、拡張を提案している。SauroとLewis は、何百ものユーザビリティ研究のレビューに基づいて、システムユーザビリティスケールの平均スコアに対するカーブした評価尺度を提案した。